# Vitéz Ferenc
Vitéz Ferenc (Kisvárda, 1965.–) magyar egyetemi docens, költő, író, irodalomtörténész, újságíró, szerkesztő.
A Debreceni Református Hittudományi Egyetem magyar nyelvi és irodalmi tanszékének tanszékvezetője. A Néző●Pont irodalmi, kulturális és művészeti folyóirat alapítója, kiadója, szerkesztője.

## Tanulmányai és munkahelyei
A Bereg és a Rétköz határán lévő Újkenéz községben nőtt fel. Kilenc éves korában, első versei megírása után jelentette ki, hogy költő, tanár és újságíró szeretne lenni. 1983-ban Kisvárdán, a Bessenyei György Gimnáziumban érettségizett – sokat köszönhet Kovács László és Lengyelné Tóth Éva francia- és magyartanárai útmutatásainak.
Egyetemi tanulmányai óta Debrecenben él, a Kossuth Lajos Tudományegyetemen szerzett 1989-ben magyar–francia szakos diplomát (XX. századi irodalom „harmadik szakos” speciális képzéssel) – meghatározó tanárai: Debreczeni Attila, Fülöp László, Gorilovics Tivadar, Görömbei András, Hoffman István, Imre László, Szabó Anna, Tamás Attila). A Debreceni Egyetem Történelem – Néprajz Doktori Iskolájában 2002-ben szerzett PhD-fokozatot néprajz és kulturális antropológiai tudományokból.
2002-től főiskolai adjunktus; 2005-től docens (Kölcsey Ferenc Református Tanítóképző Főiskola); a kommunikációs képzés megszűnéséig öt éven át a Kommunikáció- és Médiatudományi Intézet vezetője; az intézményi integráció után a Debreceni Református Hittudományi Egyetem docense, 2016-tól a Magyar Nyelvi és Irodalmi Tanszék vezetője; a DRHE Szenior Akadémiája képzésfelelőse.

## Munkássága
Versei 1986-tól jelentek meg a Hajdú-Bihari Napló hasábjain, 1988-tól dolgozott be az újság kulturális rovatába, és cikkei jelentek meg a Népművelés című lapban. 1989-ben közölte verseit az Alföld című folyóirat is.
1989-ben újságíró-gyakornokként Debrecen városától pályakezdő ösztöndíjban részesült. Ebben az évben, mint pályakezdő költő művészetét bemutatta a Napjaink című folyóirat. 1989–2000 között főállású újságíróként dolgozott a Hajdú-Bihari Naplónál, közben fiatal újságíró társaival megalapította a Debreceni Krónika című napi- majd hetilapot. 1991–1993 között általános iskolai tanár és francia óraadó volt.
1990-től rendszeresen jelentek meg esszéi a Pesti Hírlapban is.
Első verseskötete a Partium kiadásában 1991-ben jelent meg Lázadó galamb címmel. 1992-ben az akkor induló Partium című irodalmi, művészeti folyóirat első számának egyik szerkesztője. 2000-től külső munkatársa a Debrecen hetilapnak, képzőművészeti rovatvezetője a Nagyítás c. országos hetilapnak. 2013 óta közli esszéit a Reformátusok Lapja; 2018-tól a Magyar Hírlap; rendszeresen publikál tudományos folyóiratokban. 2007-ben a Mediárium c. tudományos folyóirat alapító szerkesztője, annak 2010-től ismét felelős szerkesztője; 2006-tól önálló irodalmi, kulturális és művészeti folyóiratot ír, szerkeszt és jelentet meg Néző●Pont címmel.
1991 óta mintegy 70 önálló kötete látott napvilágot – önálló könyvei közül 29 verseskötet, 9 szépprózai; számos főiskolai jegyzet és tankönyv, több mint 20 tudományos és művészeti szakkönyv vagy tanulmánykötet és monográfia szerzője. Több mint félezer verse és szépprózai írása jelent meg az országos folyóiratokban; antológiákban szerepelt – pl. Az év versei; A századelő költészete; Arany 200; Mondani-valók (ünnepi gyermekversek) pályázati antológiák.
A díj létrehozásától, 2004-től kezdve a Brassai művészeti díj kuratóriumának tagja; továbbá tagja a Hajdúsági Nemzetközi Művésztelep Alapítványa kuratóriumának is.

## Fontosabb önálló kötetei
- Lázadó galamb (1991, Partium);[14]
- Évszakok, szavak, álmok (1992, Partium);[16]
- Repülnél lenni (1996, Csokonai);
- „Szent Antal megkísértése” – Holló László életregénye (2002, Csokonai);
- Holló László 120 aktgrafikája (2007, Ethnica);
- Az érzéki vonal. Józsa János képzőművész grafikai munkássága (2008, Néző●Pont);
- A táncosnő halála – regény Medgyessy Ferenc szobrászművészről (2008, Néző●Pont);
- Protestáns könyvjegyek (2011, Tiszántúli Református Egyházkerület);
- Holló László művészete: élet és mű az életmű-képek tükrében (2012, Ethnica);
- Lábjegyzetek. 142 kis vers Burai István grafikáival (2013, Néző●Pont);
- Angyalkapuk és szövegjáratok. Tanulmányok, esszék (2014, Felsőmagyarország);
- Törékeny asszony ezer alakban. Holló László múzsája: Maksa Olga (2014, Ethnica);
- Angyalok a labirintusban. Irodalmi és művészeti tanulmányok, esszék (2016, Felsőmagyarország);
- vitéz 250 – válogatott versek (2016, Felsőmagyarország);
- Absztraktok. Uzonyi Ferenc festményeivel (2016, Néző●Pont);
- Csontos János az ezredváltó magyar Dante. (2016, Coldwell);
- Rácsok és virágok – versek Bényi Árpád grafikáival (2016, Néző●Pont);
- Könyvek angyalai. Irodalmi és művészeti tanulmányok, esszék, kritikák. (2017, Néző●Pont);
- Angyalok a Hajdúságban – versek (2019, Néző●Pont);
- Harmincegy. A „rongyszőnyeg” alól előkerült töredékek. I.m. Weöres Sándor, in honorem Kenyeres Zoltán (2020, Néző●Pont);
- Párhuzamos „etűdök”. Komiszár János absztrakt képeivel (2020, Suliszervíz);
- A Napharangozó. In honorem Báger Gusztáv (a költő új verseivel) (2021, Néző●Pont);
- Képeslapok Kismarosra. A 80 éves Szakolczay Lajos köszöntése (2021, Néző●Pont);
- Repülési kísérlet. Versek Tamus István grafikáival (2021, Néző●Pont – Grafikusok Ajtósi Dürer Egyesülete);
- 17. 289 haiku és tanka (2022, Néző●Pont);
- Határérték. Színes-verses matematika. Komiszár János festményeivel és Gaál István matematikai képleteivel (2022);
- Aranyrozsda. Uzonyi Ferenc absztraktjaihoz – versek (2023, Néző●Pont);
- Végtelenbe libbenő. In memoriam Sz. Kóczián Melinda – versek, esszétöredékek, vendégszövegek (2023, Tiszántúli Református Egyházkerület);
- Alkotói attitűdök a magyar irodalomban. A homo heroicustól a homo ludensig – irodalomértelmezési vázlatok (2023, Debreceni Református Hittudományi Egyetem).

## Közreműködései
Harminc év alatt (1990 óta) mintegy másfélezer képző-, fotó- és iparművészeti kiállítást nyitott meg országszerte (a legtöbbet Debrecenben és vonzáskörzetében – s több alkalommal Nagyváradon); több mint 200 lektorált tudományos közleménye és könyvfejezete, harmadfélszáz kritikája jelent meg szakmai folyóiratokban, tanulmánykötetekben; több mint félszáz szakmai előadást tartott országos konferenciákon. 2006-ban alapította a Néző●Pont című debreceni, országos kitekintésű irodalmi, kulturális és művészeti folyóiratát, melynek (2022 végéig) 111 kötete jelent meg, több mint 11 ezer oldalon – a szerzői folyóirat az utóbbi években rendszeres vendégrovatokkal bővült. Lapja hiánypótló: olvasmányként, értékorientáló és dokumentációs fórumként egyaránt, mely nagyban segíti Debrecen és a régió művészeti értékközvetítését is (2023 elejétől megjelenése szünetel).

## Díjai, elismerései
- Nemzetközi Gyermektalálkozó, Szófia, irodalmi tehetség kategória (1979);
- Országos Diákköri Konferencia világirodalom kategória I. díj (1988) (Jacques Roubaud költészetéről írott értekezése);[4]
- Párizsi kutatói (1988) és fordítói ösztöndíj (1992);
- A Lakitelek Alapítvány irodalmi ösztöndíja (1992–93);
- Debrecen Kultúrájáért Alapítvány ösztöndíja (1997, 2001, 2004, 2016);
- Nadányi Zoltán-emlékérem (1992);
- Boromisza Tibor-díj (1997);[4]
- Holló László-díj (1998);[4]
- Brassai művészeti díj (2004);
- Comenius-emlékérem (2016);
- Nemzeti Kulturális Alap alkotói ösztöndíja (2016, 2021);
- Magyar Művészeti Akadémia Művészetelméleti Tagozatának kutatói ösztöndíja (2018–2019);
- Quasimodo-oklevél (2019; 2020);[19]
- Rát Mátyás-díj (2019).

## Tagságai
- Anyanyelvápolók Szövetsége;
- Magyar Írószövetség;
- Magyar Alkotóművészek Országos Egyesülete;
- Magyar Comenius Társaság;
- Magyar Szemiotikai Társaság;
- Protestáns Újságírók Szövetsége;
- Református Doktorok Kollégiuma.